# مانگ ماونگ تین
مانگ ماونگ تین (انگلیسی: Maung Maung Tin؛ زادهٔ ۲۱ مهٔ ۱۹۴۹) بازیکن فوتبال اهل میانمار بود.
وی به‌همراه تیم ملی فوتبال میانمار در بازی‌های المپیک تابستانی ۱۹۷۲ شرکت کرده‌است.